# Панихати
Панихати је град у Индији у држави Западни Бенгал. Према незваничним резултатима пописа 2011. у граду је живело 383.522 становника.

## Становништво
Према незваничним резултатима пописа, у граду је 2011. живело 383.522 становника.
| 1991.   | 2001.   | 2011.   |
| ------- | ------- | ------- |
| 275.990 | 348.438 | 383.522 |